# Väsby distrikt
Väsby distrikt är ett distrikt i Höganäs kommun och Skåne län. 
Distriktet ligger öster om Höganäs. 

## Tidigare administrativ tillhörighet
Distriktet inrättades 2016 och utgörs av en del av området som Höganäs stad omfattade till 1971, delen som före 1967 utgjorde Väsby socken.
Området motsvarar den omfattning Väsby församling hade 1999/2000.